# 平流层暴发性增温
平流层暴发性增温（Sudden Stratosphere Warming，SSW），或直译为平流层突然变暖，是指极地平流层温度在几天內快速升高几十度（最多升高约 50°C（90°F））的一种天气現象。在增温出现之前，平流层极地涡旋中的西风先减缓然后逆转。平流层暴发性增温在北半球每十年大约发生 6 次， 而在南半球大约每 20-30 年才会发生一次（迄今已观察到两次）。

## 研究历史
1951年，Richard Scherhag对平流层进行了第一次的连续测量，他使用无线电探空仪在平流层上层（约40 km高度处）获得了可靠的温度读数，并于1952年1月27日第一次观察到平流层增温。在这次发现后，他在柏林自由大学组建了一个专门研究平流层的气象团队，该团队多年来持续使用无线电探空仪和火箭探空设备来绘制北半球平流层温度和位势高度图。
1979年卫星时代以来，气象观测变得更加频繁及方便。虽然卫星观测主要用于对流层，但是也同时记录了平流层的数据。如今，卫星和平流层无线电探空仪都被用来观测平流层。

## 分类和描述
SSW与极涡分解密切相关。气象学家通常将涡旋分解分为三类：重大型、次要型和终结型。迄今为止，学術界对SSW的分类還没有一個得到广泛采用的标准定义。然而，只要极地平流层中的环流逆转，這些SSW定義方法的差异就顯得无关紧要。 当冬季极地平流层西风带反转为东风时，即会发生重大型SSW。在极地轻微变暖时，温度梯度会反转，但环流不会，在最后的增温过程中，涡旋会分裂并保持东风，直到接下来的北半球秋季。
有时还会有第四类，即加拿大型增温，其有独特的结构和演变过程。

### 重大型
重大型增温通常发生在北纬60度的10 hPa高度层，當西风反转为东风時，可以观察到极涡完全被破坏，并且该極涡分裂成小的子極涡，或从其在极區上的正常位置移位。
根据世界气象组织大气科学委员会 (Mclnturff, 1978)定义：如果在10 mb高度层或以下，纬度平均温度从60度纬度向极地升高，并且观察到相关的环流逆转（即，60纬度向极地的盛行平均西风继指同一地区的东风），則稱為重大型的平流层增温。

### 次要型
次要型增温与重大型增温相似，但程度不那么剧烈，西风会减慢，但不会逆转。因此，不会观察到涡旋的解体。
麦克林特夫指出：如果在冬季半球的任何区域的任何平流层水平上观察到显着的温度升高（即，在一周内至少升高25度或更少），则称平流层增温是轻微的。极地涡旋没有分解，由西风向东风的反转幅度较小。

### 终结型
平流层的辐射循环意味着在冬季平流層的盛行風为西风，在夏季为东风（向西吹的风）。在这个过渡过程中会发生最终型增温，因此极地涡旋会改变增温的方向，直到下一个冬天才会改变。这是因为平流层本身已进入夏季东风阶段。

### 加拿大型
加拿大型增温发生在北半球平流层的初冬，通常是从11月中旬到12月初。在南半球没有对应的现象。

## 动力学
在一般的北半球冬季，会发生几次轻微的增温事件，其中大约每两年发生一次重大事件。北半球发生重大平流层增温的原因之一是地形和海陆温度对比，这些因素也是产生对流层长罗斯贝波（波数1或2）的原因。这些大气波可以向上传播到平流层并在那里消散，使得西风减速、北极增温。这就是仅在北半球观察到重大增温的原因，不过有两次例外。在2002年和2019年，学者观察到南半球也出现了重大增温事件。这些事件的原因尚不完全清楚。
增温初期，对流层中会出现一个阻塞型环流模式。这种阻塞模式导致带状波数为 1 和/或 2 的罗斯比波增强到异常大的幅度。不断增长的波动传播到平流层并使西风平均纬向风减速。因此极夜喷流减弱，同时被不断增强的行星波扭曲。因为波幅随着密度的降低而增加，所以这种向东的加速过程到了一定高度层上就会失效。如果波动足够强，平均纬向流可能会被充分减速，致使冬季西风带反转为东风。此时行星波可能不再穿透平流层）。由此，能量的进一步向上传输被完全阻止，极快的东风加速和极地增温只能发生在这个临界高度，然后必须向下移动，直到增温和纬向风逆转最终影响整个极地平流层。行星波的向上传播及其与平流层平均流的相互作用传统上是通过所谓的埃利亚森-鲍姆通量来诊断的。
突然的平流层增温和准两年振荡QBO之间存在联系：如果 QBO 处于其东相，大气波导会以这样一种方式进行调整，即向上传播的罗斯贝波聚焦在极涡上，从而加强它们与平均流的交互作用。因此，如果根据 QBO 阶段（东风或西风）对这些事件进行分组，则平流层突然增温的频率之间存在统计学上的显着不平衡。

## 天气影响
虽然平流层暴发性增温主要是由从低层大气向上传播的行星尺度波推动的，但也会对地表天气产生后续的回归效应。在平流层暴发性增温之后，高空西风逆转并被东风取代。东风向下穿过大气层，通常导致对流层西风减弱，导致北欧气温急剧下降。整个过程可能需要几天到几周的时间。

## 其他资料
- Butler, Amy H.; Sjoberg, Jeremiah P.; Seidel, Dian J.; Rosenlof, Karen H. . Earth System Science Data. 2017, 9 (1): 63–76. Bibcode:2017ESSD....9...63B. doi:10.5194/essd-9-63-2017.
- Charlton, Andrew J.; Polvani, Lorenzo M. . Journal of Climate. 2007, 20 (3): 449. Bibcode:2007JCli...20..449C. doi:10.1175/JCLI3996.1.
- Charlton, Andrew J.; Polvani, Lorenzo M.; Perlwitz, Judith; Sassi, Fabrizio; Manzini, Elisa; Shibata, Kiyotaka; Pawson, Steven; Nielsen, J. Eric; Rind, David. . Journal of Climate. 2007, 20 (3): 470. Bibcode:2007JCli...20..470C. doi:10.1175/JCLI3994.1.
- Matthewman, N. J.; Esler, J. G.; Charlton-Perez, A. J.; Polvani, L. M. . Journal of Climate. 2009, 22 (6): 1566. Bibcode:2009JCli...22.1566M. doi:10.1175/2008JCLI2365.1.
- Pedatella, N.; Chau, J.; Schmidt, H.; Goncharenko, L.; Stolle, C.; Hocke, K.; Harvey, L.; Funke, B.; Siddiqui, T. . Eos. 2018, 99. doi:10.1029/2018EO092441.
- Hendon, Harry; Watkins, Andrew B.; Lim, Eun-Pa; Young, Griffith. . The Conversation. 2019-09-06  [2019-09-10]. （原始内容存档于2022-05-07）.